# برت ماستین
برت ماستین (انگلیسی: Burt Mustin; ۸ فوریهٔ ۱۸۸۴ – ۲۸ ژانویهٔ ۱۹۷۷) بازیگر اهل ایالات متحده آمریکا بود. او در بیش از ۱۵۰ محصول سینمایی و تلویزیونی ظاهر شد. در رادیو هم کار می کرد و روی صحنه هم ظاهر شد.
از فیلم‌ها یا برنامه‌های تلویزیونی که وی در آن نقش داشته‌است می‌توان به ماجراهای هاکلبری فین، بچه سینسیناتی، چه راهی برای رفتن!، سلام ، قهرمان!، سکس و دختر تنها، قاتلان، بتمن، ماجراهای یک مرد جوان همینگوی، هربی دوباره می‌تازد، پسرها، دور پرچم جمع شوید!، و شاهزاده بازیگری اشاره کرد.